# Premier League (Siria)
Premier League (Siria) este primul eșalon din sistemul competițional fotbalistic din Siria.

## Echipele sezonului 2009-2010
| Echipă     | Oraș     | Stadion                      |
| ---------- | -------- | ---------------------------- |
| Afrin      | Afrin    | Al-Hamadaniah Stadium        |
| Al-Ittihad | Aleppo   | Aleppo International Stadium |
| Al-Jaish   | Damascus | Abbasiyyin Stadium           |
| Al-Jazeera | Hasakah  | Al Baladi Stadium Hasakah    |
| Al-Karamah | Hims     | Khaled bin Walid Stadium     |
| Al-Majd    | Damascus | Abbasiyyin Stadium           |
| Al-Nawair  | Hama     | Al Baladi Stadium Hama       |
| Al-Shorta  | Damascus | Abbasiyyin Stadium           |
| Al-Taliya  | Hama     | Al Baladi Stadium Hama       |
| Al-Wahda   | Damascus | Abbasiyyin Stadium           |
| Al-Wathba  | Hims     | Khaled bin Walid Stadium     |
| Jableh     | Jableh   | Al-Baath Stadium             |
| Omayya     | Idlib    | Al Baladi Stadium Idlib      |
| Teshrin    | Latakia  | Al-Assad Stadium             |

## Titluri

### Pe echipe
| Echipă                                | Titluri |
| ------------------------------------- | ------- |
| Al-Jaish                              | 11      |
| Al-Karamah                            | 8       |
| Al-Ittihad (inițial Al-Ahly (Aleppo)) | 6       |
| Jableh                                | 4       |
| Barada                                | 2       |
| Al-Futowa                             | 2       |
| Al-Horriya                            | 2       |
| Teshrin                               | 2       |
| Al-Shorta                             | 1       |
| Al-Wahda                              | 1       |

### Foste campioane
| - 1966/67 : Al-Ittihad - 1967/68 : Al-Ittihad - 1968/69 : Barada - 1969/70 : Barada - 1970/71 : nu s-a disputat - 1971/72 : nu s-a disputat - 1972/73 : Al-Jaish - 1973/74 : nu s-a disputat - 1974/75 : Al-Karamah - 1975/76 : Al-Jaish - 1976/77 : Al-Ittihad - 1977/78 : nu s-a disputat - 1978/79 : Al-Jaish - 1979/80 : Al-Shorta - 1980/81 : nu s-a disputat | - 1981/82 : Teshrin - 1982/83 : Al-Karamah - 1983/84 : Al-Karamah - 1984/85 : Al-Jaish - 1985/86 : Al-Jaish - 1986/87 : Jableh - 1987/88 : Jableh - 1988/89 : Jableh - 1989/90 : Al-Futowa - 1990/91 : Al-Futowa - 1991/92 : Al-Horriya - 1992/93 : Al-Ittihad - 1993/94 : Al-Horriya - 1994/95 : Al-Ittihad - 1995/96 : Al-Karamah | - 1996/97 : Teshrin - 1997/98 : Al-Jaish - 1998/99 : Al-Jaish - 1999/00 : Jableh - 2000/01 : Al-Jaish - 2001/02 : Al-Jaish - 2002/03 : Al-Jaish - 2003/04 : Al-Wahda - 2004/05 : Al-Ittihad - 2005/06 : Al-Karamah - 2006/07 : Al-Karamah - 2007/08 : Al-Karamah - 2008/09 : Al-Karamah - 2009/10 : Al-Jaish |  |

## Golgeteri
| Season    | Player                        | Club                | Goals |
| --------- | ----------------------------- | ------------------- | ----- |
| 1967–1968 | Mohamad Hawash                | Al-Ittihad          |       |
| 1974–1975 | Fauaz Shahirli                | Al-Karamah          |       |
| 1975–1976 | Mahmoud Sultan                | Al-Ittihad          |       |
| 1982–1983 | Nabil Al Sebai                | Al-Karamah          | 16    |
| 1983–1984 | Abdul Kader Kurdughli         | Teshrin             | 9     |
| 1984–1985 | Muwafak Kinan                 | Teshrin             | 14    |
| 1985–1986 | Muwafak Kinan                 | Teshrin             | 16    |
| 1986–1987 | Riadh Naoum                   | Al-Jihad            | 15    |
| 1987–1988 | Mahmoud Al Sayed              | Al-Ittihad          | 12    |
| 1988–1989 | Nidhal Kdhemati               | Teshrin             | 15    |
| 1989–1990 | Abdulhalim Berini             | Al-Wathba           | 13    |
| 1990–1991 | Othman Bowarshi               | Al-Wahda            | 12    |
| 1991–1992 | Mohammad Nasser Afash         | Al-Ittihad          | 19    |
| 1992–1993 | Assaf Khalifeh Mohannad Boshi | Al-Wahda Al-Ittihad | 11    |
| 1993–1994 | Ali Sheikh Dib                | Al-Horriya          | 13    |
| 1994–1995 | Omar Kanfani                  | Hutteen             | 15    |
| 1995–1996 | Moamen Khalaf                 | Al-Futowa           | 16    |
| 1996–1997 | Aref Al Agha                  | Hutteen             | 24    |
| 1997–1998 | Aref Al Agha                  | Hutteen             | 27    |
| 1998–1999 | Haitham Kajo                  | Al-Jihad            | 18    |
| 1999–2000 | Aref Al Agha                  | Hutteen             | 21    |
| 2000–2001 | Haitham Kajo                  | Al-Jihad            | 22    |
| 2001–2002 | Radwan Al Abrash              | Al-Ittihad          | 14    |
| 2002–2003 | Zyad Chaabo                   | Al-Jaish            | 20    |
| 2003–2004 | Raja Rafe                     | Al-Majd             | 21    |
| 2004–2005 | Raja Rafe                     | Al-Majd             | 14    |
| 2005–2006 | Jumah Khudhayir Abbas         | Hutteen             | 18    |
| 2006–2007 | Aref Al Agha                  | Al-Taliya           | 15    |
| 2007–2008 | Raja Rafe                     | Al-Majd             | 21    |
| 2008–2009 | Mohamed Al Zeno               | Al-Majd             | 17    |
| 2009–2010 | Firas Kashosh                 | Al-Taliya           | 15    |